# نيناد ماكستش
نيناد ماكستش (بالصربية: Ненад Максић) مواليد 21 أغسطس 1972 في جمهورية يوغوسلافيا الاشتراكية الاتحادية، هو لاعب كرة يد صربي معتزل لعب كظهير أيمن. مثل كل من منتخب يوغوسلافيا ومنتخب صربيا لكرة اليد. حقق المركز الثالث في بطولة العالم لكرة اليد للرجال 1999.

## الميداليات
| الميدالية | المسابقة                           |
| --------- | ---------------------------------- |
| برونزية   | بطولة العالم لكرة اليد للرجال 1999 |
| برونزية   | بطولة العالم لكرة اليد للرجال 2001 |